# Frank Stillwell

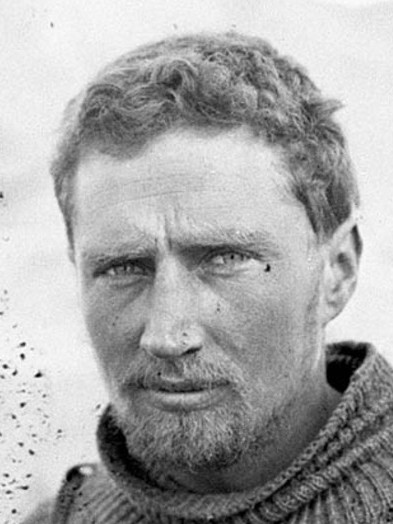
Frank Stillwell (um 1912)

Frank Leslie Stillwell (* 27. Juni 1888 in Hawthorn, Victoria, Australien; † 8. Februar 1963 auf der Isle of Wight, Vereinigtes Königreich) war ein australischer Geologe und Polarforscher.

## Leben
Frank Leslie Stillwell kam am 27. Juni 1888 in Hawthorn, einem Vorort von Melbourne, als siebtes von acht Kindern von Alfred Stillwell und Mary Eliza Stillwell (geborene Townsend) zur Welt. Er war der jüngste Sohn der Familie. Sein Vater und sein Großvater, John Stillwell, waren Drucker.
Von 1893 bis 1900 besuchte er die Auburn State School und anschließend das Hawthorn College. Ab 1907 studierte er an der Universität Melbourne wo er 1911 den Bachelor of Science (B.Sc.) erhielt.

### Australasiatische Antarktisexpedition

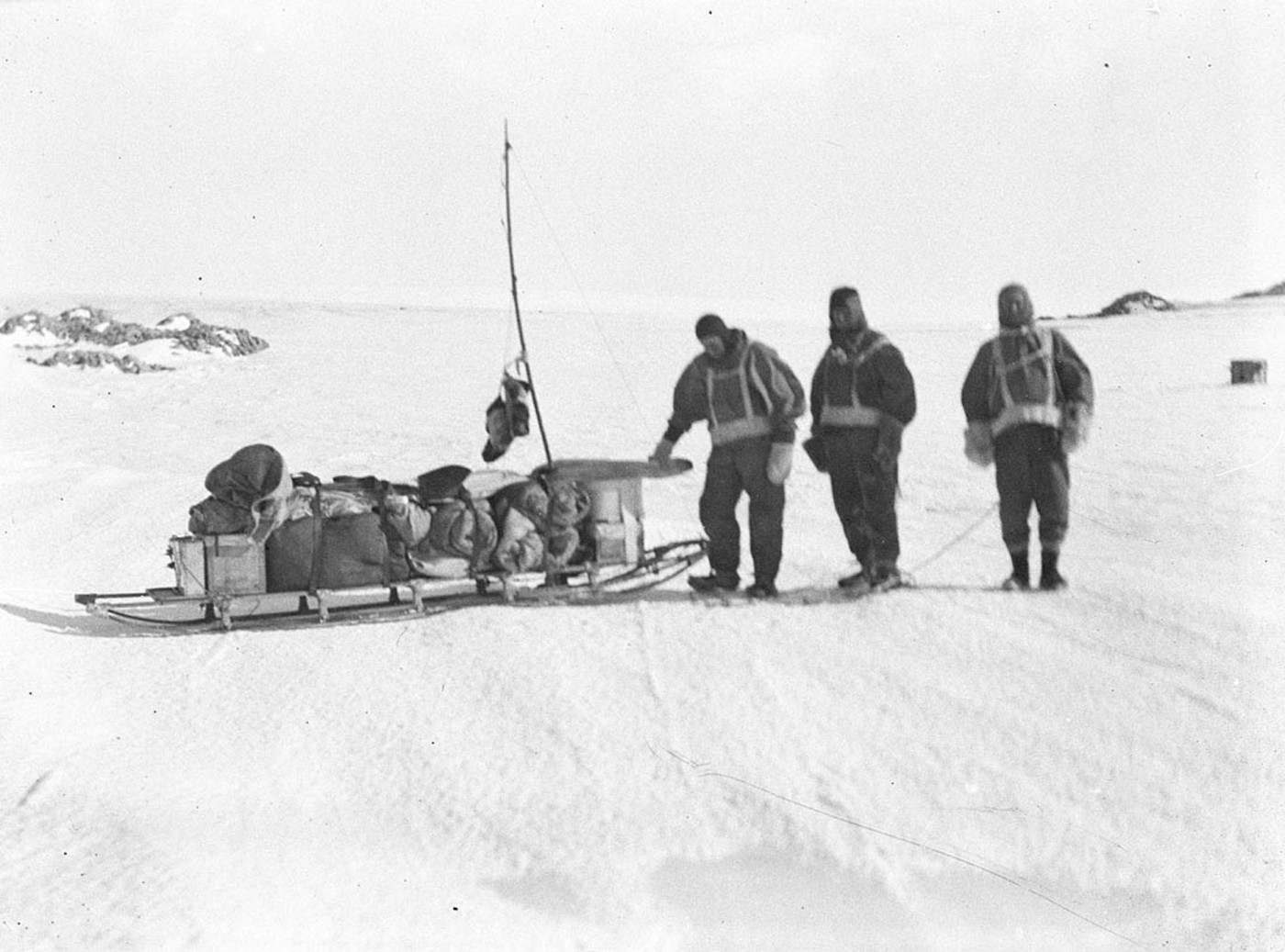
Schlittentruppe mit Frank Stillwell, Alfred Hodgeman und John Close.

Ab Dezember 1911 nahm Stillwell als Geologe an der Australasiatischen Antarktisexpedition (1911–1914) des australischen Polarforschers Douglas Mawson teil und verbrachte 15 Monate in der Antarktis. Er war dem Team im Basislager in der Commonwealth-Bucht zugeteilt. Von dort aus führte er zwei mit Schlitten ausgestattete Expeditionen an, die den Auftrag hatten die Topografie und Geologie des Küstenabschnitts östlich des Basislagers (Georg-V.-Land) zu erkunden. Die Schlittentruppen entfernten sich dabei entlang der Küste bis zu 97 km vom Basislager.
Am 19. März 1913 kehrte er nach Australien zurück und setzte sein Studium an der Universität Melbourne fort. Noch im selben Jahr erhielt er seinen M.Sc. und ab 1914 unterrichtete er im Fach Mineralogie an der University of Adelaide. Gleichzeitig arbeitete er an seiner Dissertation über „The metamorphic rocks of Adelie Land“, die in den Berichten zur Australasiatischen Antarktisexpedition veröffentlicht wurde und mit der er 1916 an der Universität Melbourne promovierte.

### Erster Weltkrieg – Staatsdienst
Im gleichen Jahr 1916 meldete sich Stillwell als Freiwilliger bei der Australian Imperial Force zum Einsatz im Ersten Weltkrieg. Seine Meldung wurde jedoch zurückgezogen, damit er die neu gegründete staatliche Institution des „Advisory Council of Science and Industry“, heute die Commonwealth Scientific and Industrial Research Organisation (CSIRO), unterstützen konnte.
Nach dem Krieg arbeitete Stillwell von 1919 bis 1921 zunächst als Geologe in den Lagerstätten von Broken Hill und Bendigo. Ein längerer Auslandsaufenthalt führte ihn 1922/23 in verschiedene Bergbaugebiete in Europa, Nordamerika und Südafrika. Stillwell nutzte diese Gelegenheit um sich mit der damals noch neuen Methode der Erzmikroskopie vertraut zu machen. Zurück in Australien wandte er die neue Untersuchungsmethode auf die Erze der Broken-Hill-Lagerstätte an und konnte Dyskrasit, in der Form fein verteilter Einschlüsse im Bleiglanz der Lagerstätte, als wirtschaftlich bedeutsames Silbererz identifizieren.
Der Erfolg brachte ihm ein Forschungsstipendium der Universität Melbourne unter Ernest Willington Skeats ein und 1927 wurde er Petrologe der CSIRO. 1927 und 1928 war er hauptsächlich mit Kartierungsarbeiten in den Kalgoorlie-Goldfeldern beschäftigt. Von 1929 bis zu seiner Pensionierung im Juni 1953 leitete er die „Abteilung für Minerographie“ der CSIRO, die an das Department of Geology der Universität Melbourne angeschlossen ist, wo er gleichzeitig auch unterrichtete. Nach seiner Pensionierung blieb er als Berater des Broken Hill Geological Committee tätig.
Stillwell veröffentlichte im Laufe seiner wissenschaftlichen Karriere 68 Fachpublikationen, die letzte davon 1959. Er verstarb nach kurzer Krankheit am 8. Februar 1963 im Alter von 75 Jahren.

## Tagebücher 1911–1913
Die Tagebücher, die Stillwell während seiner Teilnahme an der Australasiatischen Antarktisexpedition geführt hatte, wurden 2012 von der Australian Academy of Science unter dem Titel „Still no Mawson: Frank Stillwell’s Antarctic Diaries 1911–13“ veröffentlicht. Stillwell beschreibt in seinen Tagebüchern nicht nur seine eigenen Tätigkeiten im Rahmen der Expedition, sondern gibt auch Einblicke in das tägliche Lagerleben und seine Sicht auf die dramatischen Ereignisse um das Außenteam von Mawson, Ninnis und Mertz.

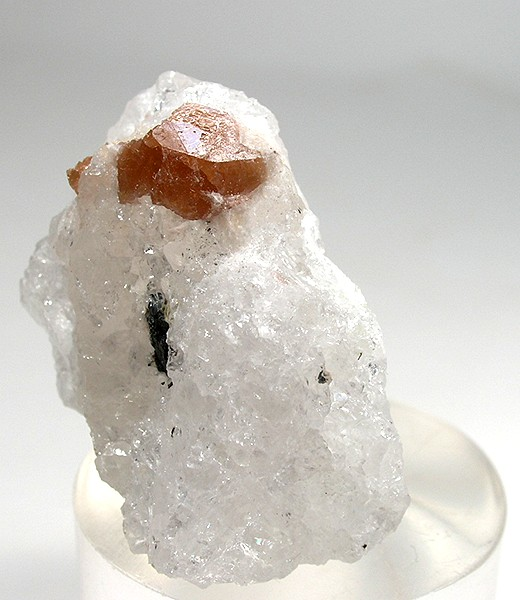
Stillwellit-(Ce)

## Auszeichnungen
- 1948: Institusmedaille des Australasian Institute of Mining and Metallurgy[1]
- 1951: Clarke-Medaille der Royal Society of New South Wales[1]
- 1954: Officer of the Order of the British Empire[1]

## Dedikationsnamen
- Stillwell Hills: Eine Hügelgruppe im Kempland im Südwesten der William Scoresby Bay wurde vom Australian Antarctic Names and Medals Committee nach Stillwell benannt.[4]
- Stillwell Island: Die größte Insel des Way-Archipels, wurde von Mawson nach Stillwell benannt.[2]
- Stillwell Lake: Ein See in den Stillwell Hills im Kempland.[5]
- Stillwellit-(Ce): Ein Mineral aus der Gruppe der Borosilikate, wurde 1955 erstbeschrieben.[2][6][7]